# فلو بیلتون
فلو بیلتون (انگلیسی: Flo Bilton; ۱۹۲۱ – ۲۲ ژوئیهٔ ۲۰۰۴) مربی و مدیر انجمن فوتبال انگلیس و یکی از افسران اتحادیه فوتبال زنان (WFA) از زمان تشکیل آن در سال ۱۹۶۹ تا ادغام آن در اتحادیه فوتبال انگلستان در سال ۱۹۹۳ بود.